# Tracking and Data Relay Satellite

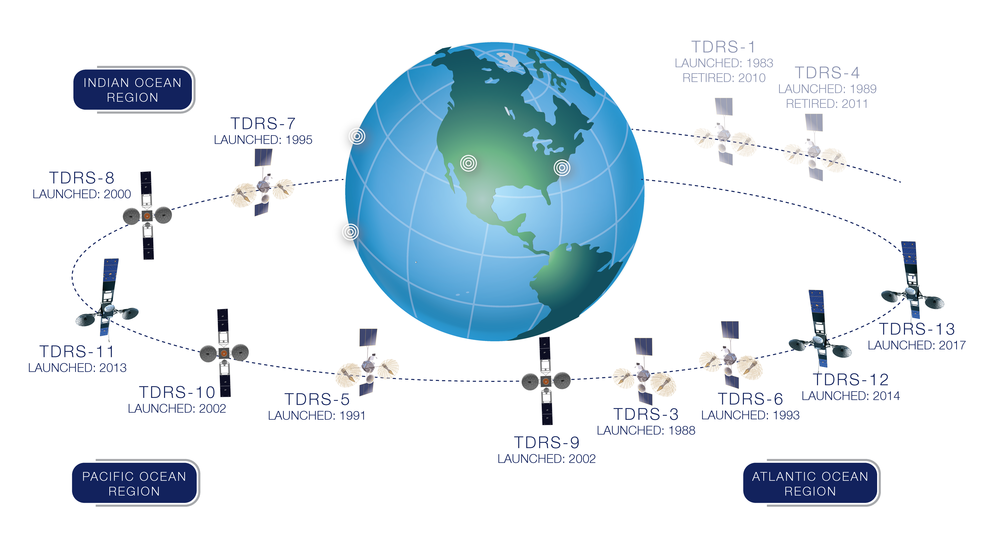
TDRS-Flotte im März 2019

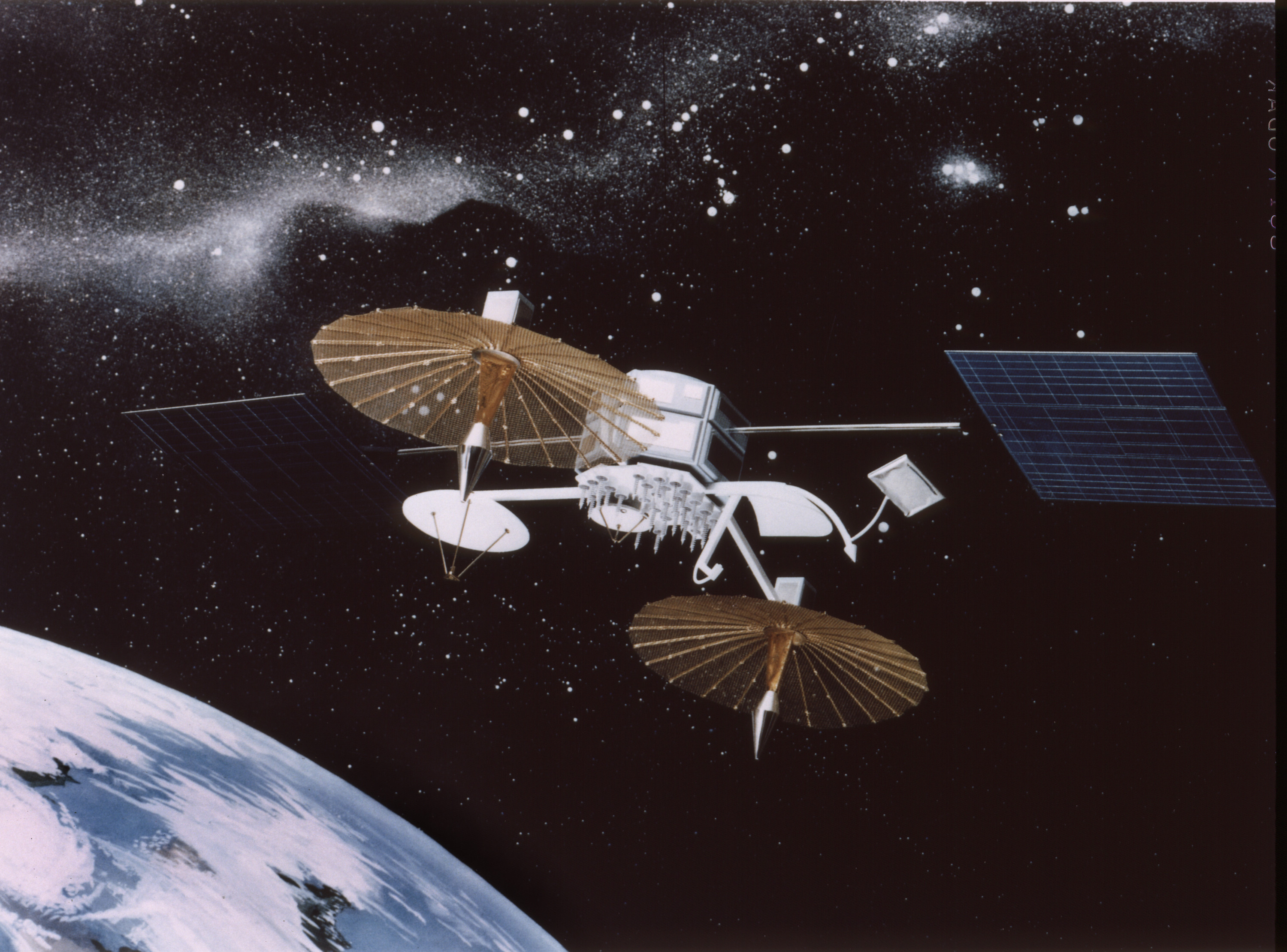
TDRS – Erste Generation

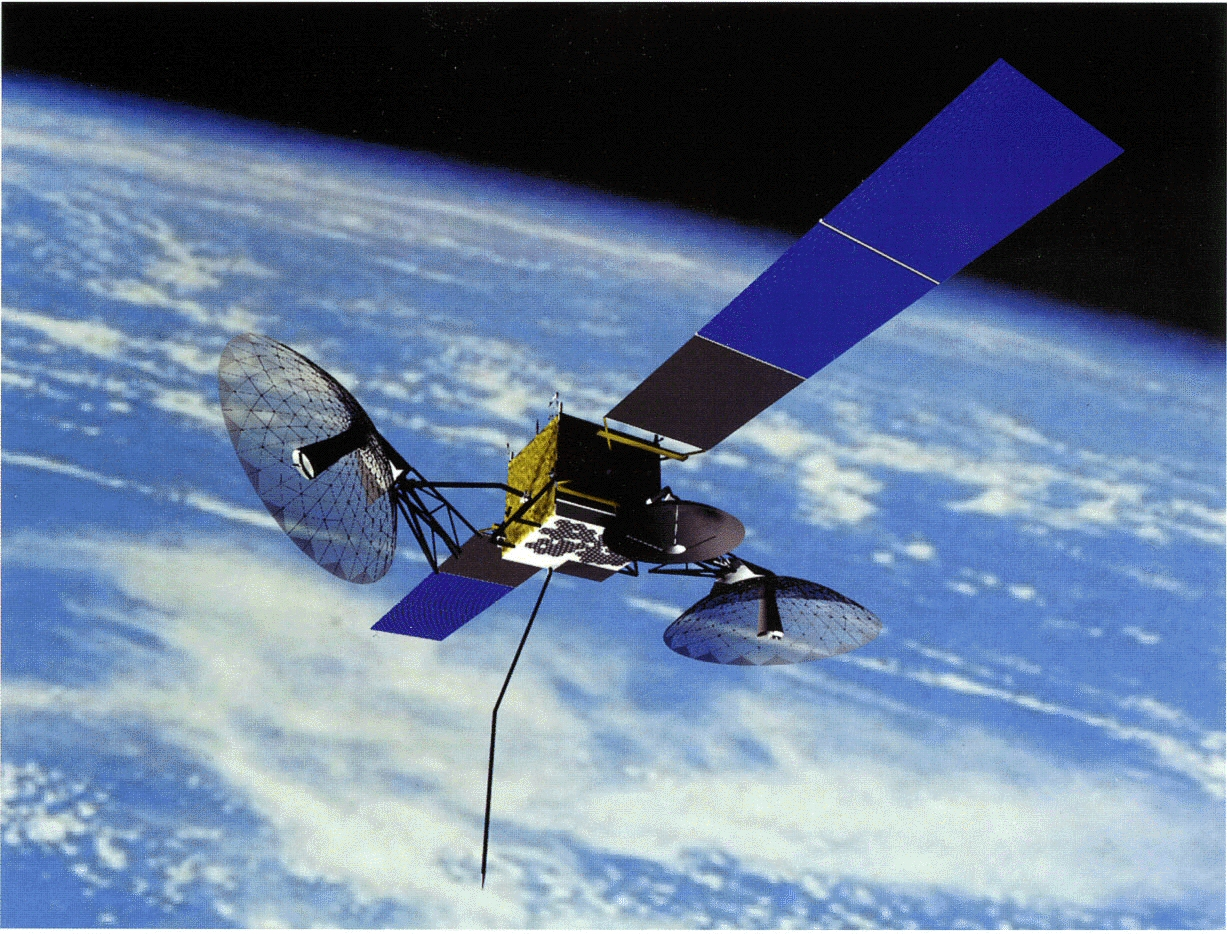
TDRS – Zweite Generation

Die Tracking and Data Relay Satellites (TDRS) (englisch für „Kursverfolgungs- und Datenrelaissatelliten“) bilden ein Netzwerk von Kommunikationssatelliten, das von der NASA und anderen US-Regierungsbehörden für die Kommunikation zu Satelliten, zum Space Shuttle und zur Internationalen Raumstation genutzt wird. Das System wurde entwickelt, um das existierende Netzwerk aus Bodenstationen zu ersetzen, das alle bemannten Missionen der NASA bis dahin unterstützt hatte. Hauptziel ist es, dass Raumfahrzeuge und Satelliten möglichst lange und sicher mit der Bodenstation kommunizieren und Daten übertragen können sowie eine Erhöhung der Übertragungsbandbreite.
Die ersten sieben Satelliten wurden von TRW, die folgenden von Boeing gebaut. Zwölf Satelliten wurden insgesamt gestartet, wovon 10 in Betrieb sind (Stand 2021). Vier stammen aus der Ersten, drei aus der Zweiten und drei aus der Dritten Generation.

## Geschichte
Der erste TDRS wurde 1983 von Bord des Space Shuttles Challenger während seiner ersten Mission STS-6 gestartet. Eine von Boeing gebaute Oberstufe (Inertial Upper Stage) sollte den Satelliten von der Umlaufbahn der Challenger in einen geostationären Orbit bringen, funktionierte aber nicht richtig. Daher mussten die bordeigenen Steuertriebwerke genutzt werden, um den gewünschten Orbit erreichen zu können. Durch den erhöhten Treibstoffverbrauch reduzierte sich die Lebensdauer. Deshalb wurde der Satellit nur noch teilweise zur Unterstützung von Kommunikation über der Antarktis genutzt und im Oktober 2009 außer Betrieb genommen.
Der zweite Satellit ging während des zehnten Challenger-Starts verloren, als die Raumfähre auf ihrer mit STS-51-L bezeichneten Mission kurz nach dem Start explodierte (s. Challenger-Katastrophe). Die nächsten fünf TDRS wurden später von verschiedenen Space Shuttles ausgesetzt. Die Nachfolger starteten mit Atlas-Raketen ins All. Eine Presseveröffentlichung der NASA beschreibt die Fähigkeiten des neuen Systems wie folgt:

“Working solo, TDRS-1 provided more communication coverage, in support of the September 1983 Shuttle mission, than the entire network of NASA tracking stations had provided in all previous Shuttle missions.”

„Allein arbeitend konnte der Satellit TDRS-1 (TDRS A) mehr Datenübertragung während der Shuttle-Mission im September 1983 abwickeln, als das gesamte Netzwerk der Bodenverfolgungsstationen der NASA während aller vorhergegangenen Shuttle-Missionen.“

Die Übertragungssysteme der TDRS-Satelliten wurden für die gleichzeitige Übertragung mehrerer Datenströme entwickelt. Jeder Satellit hat Systeme zur Übertragung im S-Band, Ku-Band und Ka-Band an Bord, um verschiedene Datenraten zu ermöglichen. Die von Boeing gebauten Satelliten der zweiten Generation sind in der Lage, mehr Verbindungen als die alten von TRW gebauten Satelliten zu übertragen.
Im Dezember 2007 erteilte die NASA den Auftrag für zwei TDRS-Satelliten der dritten Generation an Boeing. Diese Satelliten, die ab 2013 gestartet werden sollen, entsprechen äußerlich weitgehend den Satelliten der zweiten Generation, tragen aber leistungsfähigere Solargeneratoren und verbesserte elektronische Komponenten. Ein dritter Satellit dieser Serie wurde im November 2011 bestellt.

## Startabfolge
Die Satelliten werden vor dem Start alphabetisch, nach dem erfolgreichen Start mit Zahlen nummeriert.

### 1. Generation
- TDRS A (TDRS 1) wurde am 4. April 1983 von STS-6 aus gestartet. Außerbetriebnahme Oktober 2009
- TDRS B wurde am 28. Januar 1986 an Bord von STS-51-L zerstört
- TDRS C (TDRS 3) wurde am 29. September 1988 von STS-26 aus gestartet
- TDRS D (TDRS 4) wurde am 13. März 1989  von STS-29 aus gestartet. Außerbetriebnahme Dezember 2011
- TDRS E (TDRS 5) wurde am 2. August 1991 von STS-43 aus gestartet
- TDRS F (TDRS 6) wurde am 13. Januar 1993 von STS-54 aus gestartet
- TDRS G (TDRS 7), der Ersatz für den verlorengegangenen TDRS B, wurde am 13. Juli 1995 von STS-70 aus gestartet

### 2. Generation
Basierend auf dem bewährten kommerziellen Satellitenbus Boeing 601.
- TDRS H (TDRS 8), der erste von Boeing gebaute Satellit, wurde am 20. Januar 2000 mit einer Atlas IIA gestartet
- TDRS I (TDRS 9) wurde am 8. März 2002 mit einer Atlas IIA gestartet. Abgeschaltet am 5. Januar 2023[6]
- TDRS J (TDRS 10) wurde am 10. Dezember 2002 mit einer Atlas IIA gestartet

### 3. Generation
Wie auch die Satelliten der 2. Generation basieren diese auf dem Satellitenbus Boeing 601.
- TDRS K (TDRS 11) wurde am 31. Januar 2013 mit einer Atlas V 401 gestartet.
- TDRS L (TDRS 12) wurde am 24. Januar 2014 mit einer Atlas V 401 gestartet.
- TDRS M (TDRS 13) wurde am 18. August 2017 mit einer Atlas V 401 gestartet.[7]
- TDRS N (optional)[8]

## Galerie

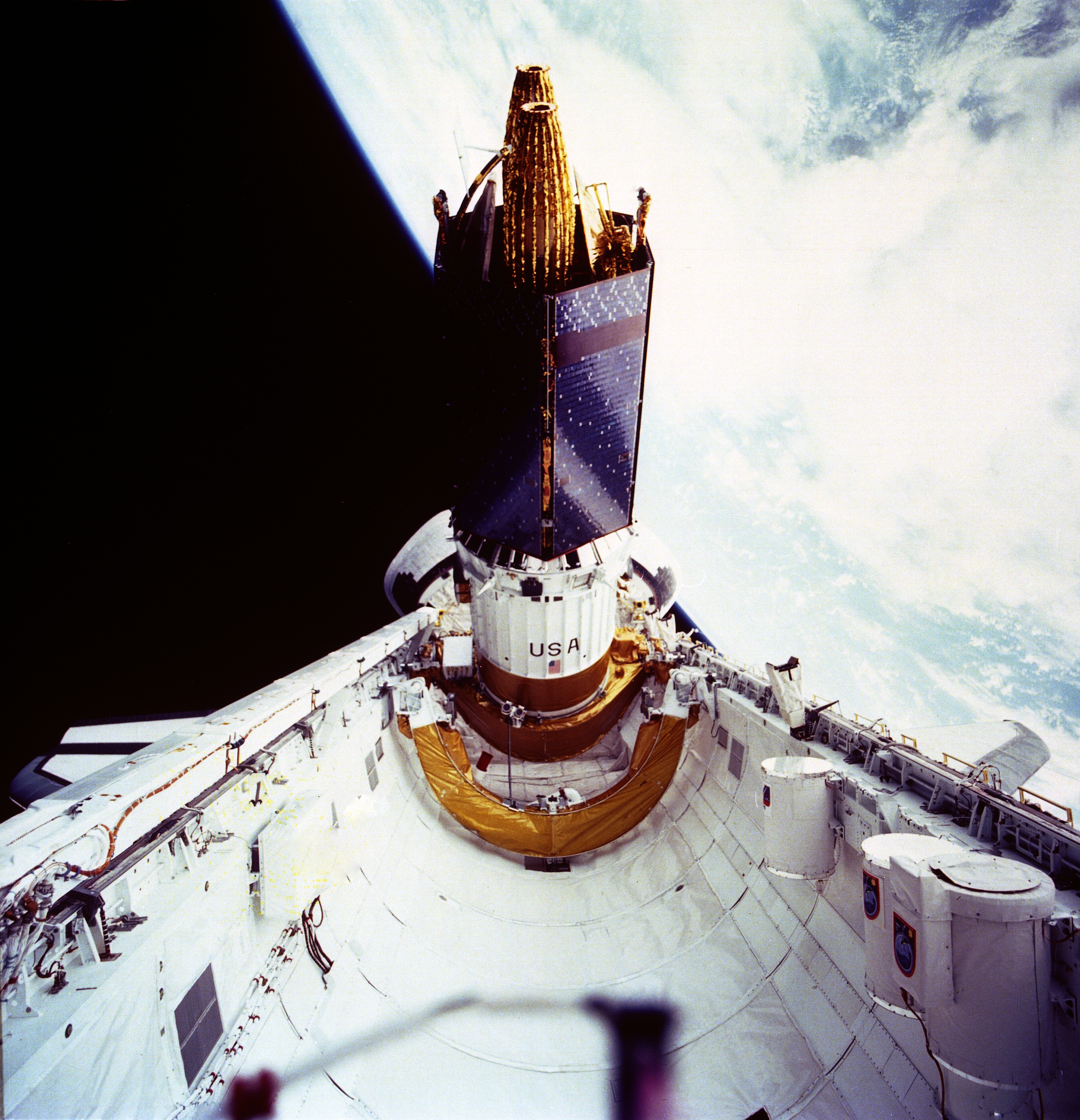
TDRS-E wird ausgesetzt
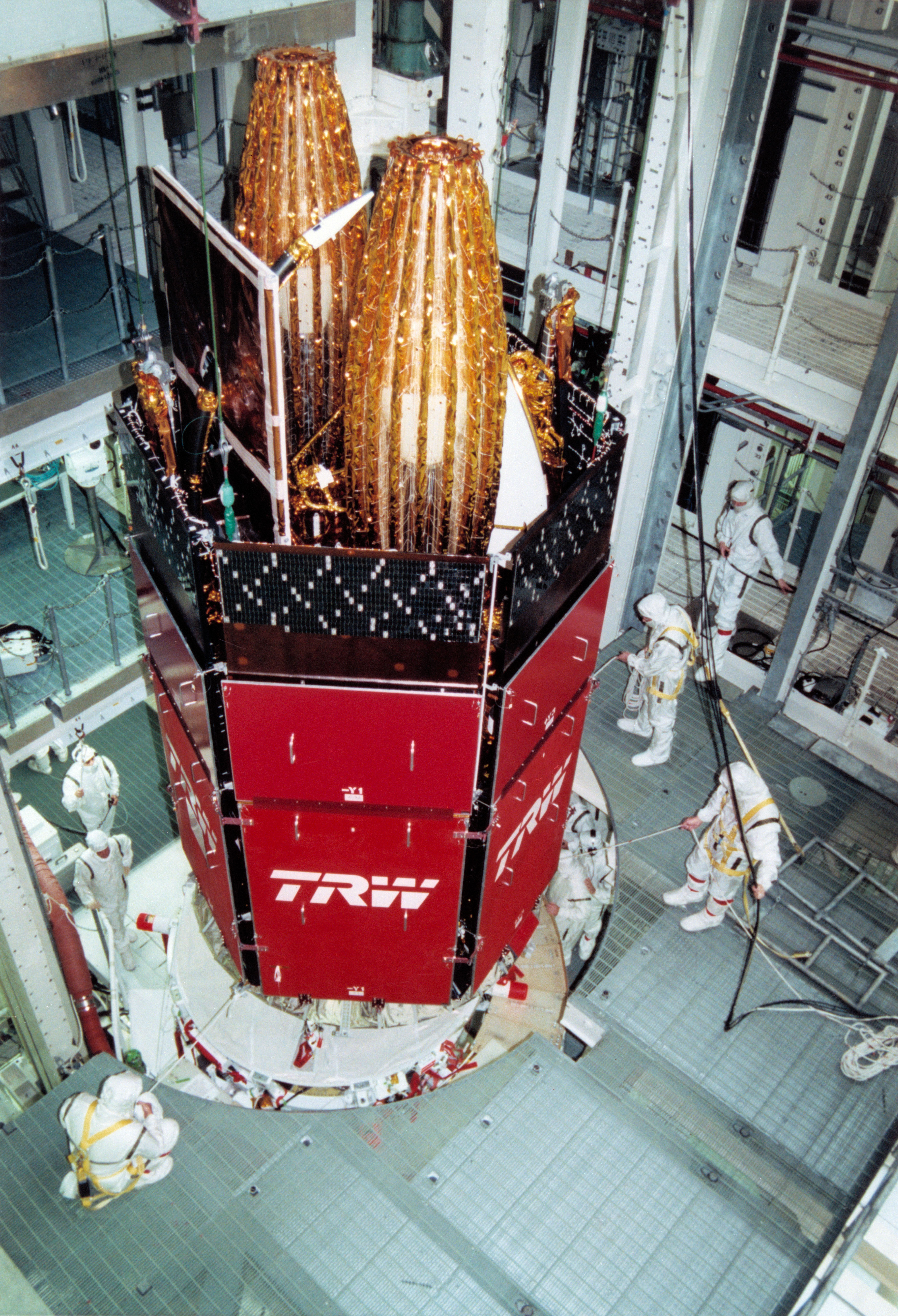
TDRS-G wird für den Start vorbereitet
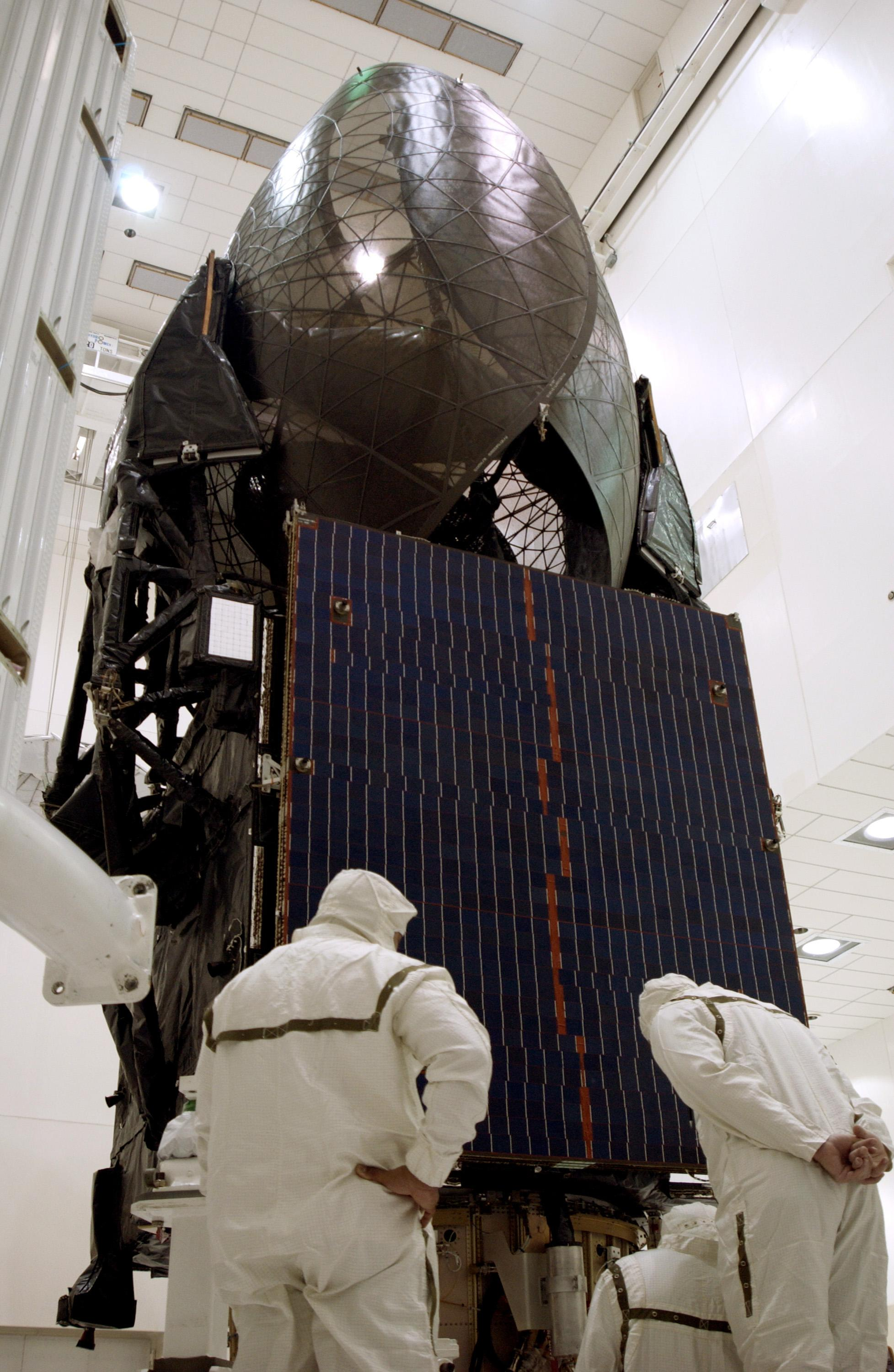
TDRS-J wird für den Start vorbereitet
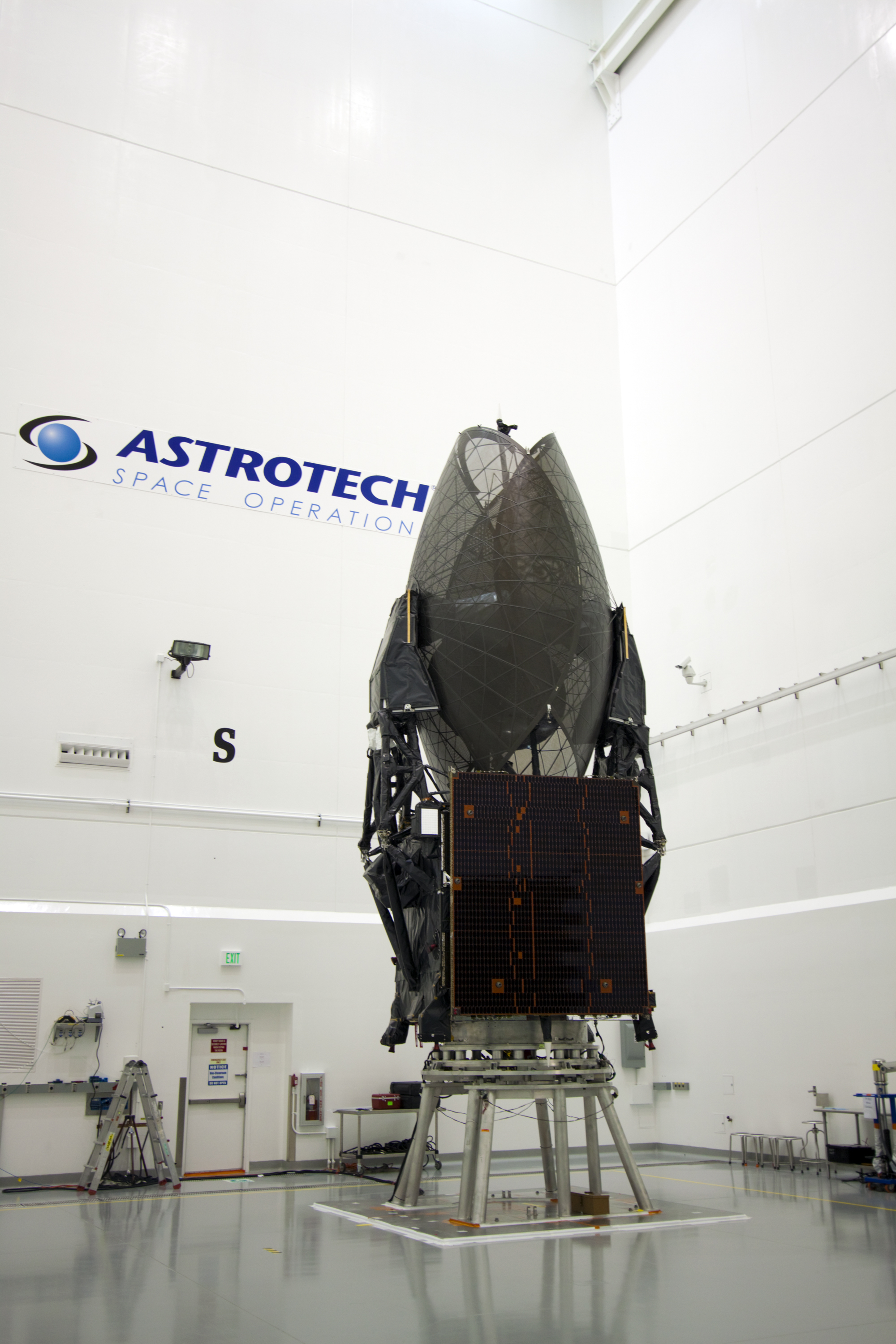
TDRS K wird für den Start vorbereitet
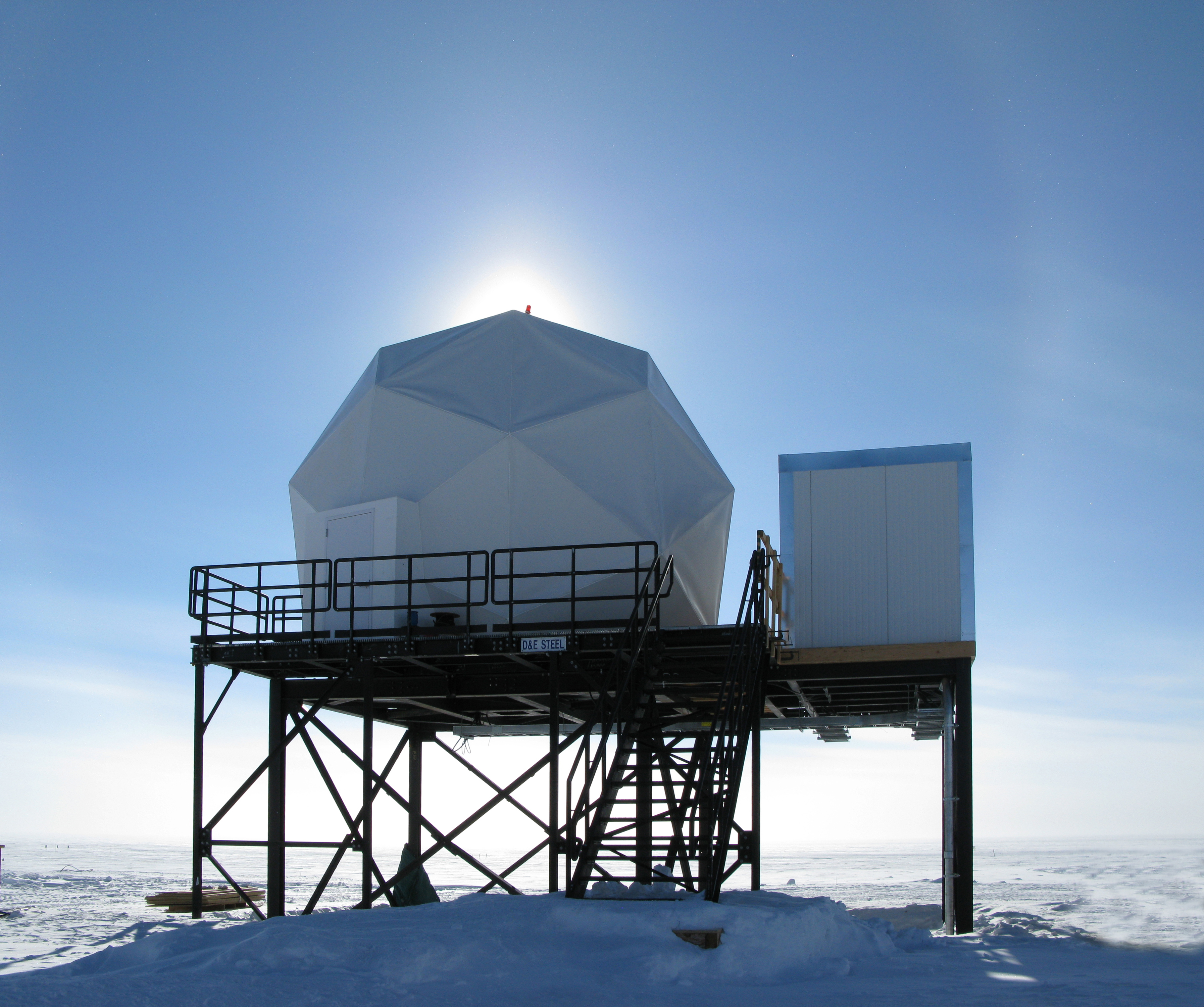
TDRS-Station am Südpol